# Arthur (Iowa)
Arthur ist eine City im Ida County im Westen des US-Bundesstaates Iowa. Das U.S. Census Bureau hat bei der Volkszählung 2020 eine Einwohnerzahl von 222 ermittelt. Der Ort wird vom Iowa Highway 175 tangiert und einer Bahnstrecke der früheren Chicago and North Western Transportation und liegt nahe der Grenze zum Sac County.

## Geographie
Arthurs geographische Koordinaten lauten 42° 20′ N, 95° 21′ W (42,335225, −95,346658). Der Ort liegt im Tal des Odebolt Creek.
Nach den Angaben des United States Census Bureaus hat die City eine Gesamtfläche von 0,39 km2, ohne nennenswerte Gewässerflächen.

## Geschichte
Arthur wurde 1885 umgelegt und ist benannt nach Chester A. Arthur, dem 21. Präsidenten der Vereinigten Staaten.

## Demographie
Zum Zeitpunkt des United States Census 2000 bewohnten Arthur 245 Personen. Die Bevölkerungsdichte betrug 630,6 Personen pro km2. Es gab 117 Wohneinheiten, durchschnittlich 301,2 pro km2. Die Bevölkerung in Arthur bestand zu 100 % aus Weißen, 0,0 % Schwarzen oder African American, 0,0 % Native American, 0,0 % Asian, 0,0 % Pacific Islander, 0,0 % gaben an, anderen Rassen anzugehören und 0,0 % nannten zwei oder mehr Rassen. 0,0 % der Bevölkerung erklärten, Hispanos oder Latinos jeglicher Rasse zu sein.
Die Bewohner Arthurs verteilten sich auf 112 Haushalte, von denen in 27,7 % Kinder unter 18 Jahren lebten. 49,1 % der Haushalte stellten Verheiratete, 3,6 % hatten einen weiblichen Haushaltsvorstand ohne Ehemann und 44,6 % bildeten keine Familien. 42,9 % der Haushalte bestanden aus Einzelpersonen und in 29,5 % aller Haushalte lebte jemand im Alter von 65 Jahren oder mehr alleine. Die durchschnittliche Haushaltsgröße betrug 2,19 und die durchschnittliche Familiengröße 3,08 Personen.
Die Bevölkerung verteilte sich auf 26,5 % Minderjährige, 7,3 % 18–24-Jährige, 24,5 % 25–44-Jährige, 17,6 % 45–64-Jährige und 24,1 % im Alter von 65 Jahren oder mehr. Der Median des Alters betrug 41 Jahre. Auf jeweils 100 Frauen entfielen 81,5 Männer. Bei den über 18-Jährigen entfielen auf 100 Frauen 81,8 Männer.
Das mittlere Haushaltseinkommen in Arthur betrug 25.833 US-Dollar und das mittlere Familieneinkommen erreichte die Höhe von 36.250 US-Dollar. Das Durchschnittseinkommen der Männer betrug 28.750 US-Dollar, gegenüber 17.500 US-Dollar bei den Frauen. Das Pro-Kopf-Einkommen belief sich auf 14.007 US-Dollar. 8,0 % der Bevölkerung und 4,7 % der Familien hatten ein Einkommen unterhalb der Armutsgrenze, davon waren 6,7 % der Minderjährigen und 10,2 % der Altersgruppe 65 Jahre und mehr betroffen.

## Bildung
Arthur gehörte seit dem Schuljahresende 2017/2018 zum Odebolt-Arthur-Battle Creek-Ida Grove Community School District, da zum 1. Juli 2018 der Odebolt-Arthur Community School District mit dem Battle Creek-Ida Grove Community School District zusammengelegt wurde. Die schulpflichtigen Kinder besuchen die Elementary School und die Middle School in Odebolt oder die High School in Ida Grove.

## Belege
1. ↑  Explore Census Data Arthur city, Iowa. Abgerufen am 30. November 2022.
2. 1 2  Arthur city, Iowa. United States Census Bureau, abgerufen am 21. Februar 2025 (amerikanisches Englisch).
3. 1 2  Chicago and North Western Railway Company: A History of the Origin of the Place Names Connected with the Chicago & North Western and Chicago, St. Paul, Minneapolis & Omaha Railways. 1908, S. 39 (englisch, google.com).
4. ↑  Census of Populations and People. United States Census Bureau, abgerufen am 21. Februar 2025 (amerikanisches Englisch).
5. ↑  American FactFinder. United States Census Bureau, archiviert vom Original am 21. Mai 2008; abgerufen am 5. November 2020 (englisch). und Iowa Data Center (Memento vom 2. Februar 2023 im Internet Archive)
6. ↑  Home. Odebolt-Arthur-Battle Creek-Ida Grove Community School District, abgerufen am 26. August 2018 (englisch).